# La Grande Tentation
Pour plus de détails, voir Fiche technique et Distribution.
La Grande Tentation (Die große Versuchung) est un film allemand réalisé par Rolf Hansen, sorti en 1952.

## Synopsis
Richard Gerbrand ne peut pas résister à accepter le poste médical proposé par Rochwald. Il a sauvé le Landrat dans un hôpital de campagne durant la Seconde Guerre mondiale. Seulement il lui manque trois semestres pour avoir le diplôme d'État. Comme il a été prisonnier de guerre, il n'a plus l'argent pour reprendre ses études. Seule Hilde, la fiancée de son frère, qui n'est pas encore rentré, le sait. Il se justifie devant elle, il n'a pas besoin de papiers, il a une protection, qu'il fait cela pour la première fois de sa vie.
Dans son nouveau poste d'assistant médical, Gerbrand est apprécié des patients et respecté par ses collègues. Son patron, le Dr. Bosch, a entièrement confiance en lui et est fier de l'avoir. Lorsqu'une patiente de seize ans, Hannelore Lechrainer, se présente pour subir une opération qui est rarement pratiquée et nécessite une grande habileté, on compte sur lui. Par ailleurs, il fait la connaissance de Sylva Witt, la fille d'un patient très influent. Elle commence à s'intéresser à lui, car c'est un homme qui sait se montrer rebelle. De même, Richard n'est pas insensible.
Mais le vent tourne lorsque le Dr. Riebold demande à Gerbrand un avis d'expertise disant qu'il a besoin d'une commission médicale. Riebold, un médecin très idéaliste, le soutient. Mais Gerbrand refuse son aide, pour ne faire apparaître son manque de formation en obstétrique. Par Hilde, il apprend que son frère est mort à l'est. Dans le même temps, on lui propose la possibilité d'acquérir le certificat manquant pour le diplôme d'État.
Alors que le landrat de Rochwald donne une fête en l'honneur de Gerbrand, il affirme devant tous son soutien au Dr. Riebold et qui il est vraiment. Les réactions ne tardent pas. Au cours du procès, la foule apporte son soutien à Richard Gerbrand qui reçoit une peine clémente. Richard retrouve la femme qui a toujours été à ses côtés, Hilde.

## Fiche technique
- Titre français : La Grande Tentation[1]
- Titre original : Die große Versuchung
- Réalisation : Rolf Hansen, assisté d'Oskar Schlippe
- Scénario : Kurt Heuser
- Musique : Mark Lothar
- Direction artistique : Franz Bi, Botho Höfer (de)
- Photographie : Friedl Behn-Grund, Franz Weihmayr
- Son : F.W. Dustmann
- Montage : Anna Höllering
- Production : Carl W. Tetting (de)
- Sociétés de production : Deutsche London-Film, Rotary-Film
- Société de distribution : DFH
- Pays d'origine :  Allemagne de l'Ouest
- Langue : allemand
- Format : Noir et blanc - 1,37:1 - Mono - 35 mm
- Genre : Drame
- Durée : 97 minutes
- Dates de sortie :
  -  Allemagne de l'Ouest : 18 décembre 1952.
  -  Danemark : 8 février 1954.
  -  Estado Novo (Portugal) : 31 mai 1954.
  -  État espagnol : 3 septembre 1954.
  -  France : 8 août 1956[1].
  -  Finlande : 4 octobre 1957.

## Distribution
- Dieter Borsche: Richard Gerbrand
- Ruth Leuwerik: Hilde
- Erich Ponto: Prof. Dr. Gandolphi
- Renate Mannhardt: Sylva
- Carl Wery: Le médecin-chef Dr. Bosch
- Heinrich Gretler: Le bourgmestre Max Händel
- Friedrich Domin: Me Frank, l'avocat de la défense
- Paul Bildt: Dr. Riebold
- Edith Schultze-Westrum: Mme Riebold
- Franz Schafheitlin: Le landrat Rochwald
- Charlotte Scheier-Herold: Mme Rochwald
- Harald Holberg: Alexander Rochwald
- Claus Biederstaedt: Huber, le pharmacien
- Susanne Körber-Harlan: Hannelore Lechrainer
- Bruno Hübner: Prof. Nanken
- Ulrich Bettac: L'huissier
- Rudolf Reiff: Le directeur général Witt
- Heini Göbel: Dr. Schnetz
- Ado Riegler: Dr. Köberl
- Paula Braend: La chef infirmière Therese
- Marion Morell: L'infirmière Narzisse
- Ernst Schröder: Le procureur général
- Alfred Menhart: Heinrich, le secrétaire universitaire.

## Crédit d'auteurs
- (de) Cet article est partiellement ou en totalité issu de l’article de Wikipédia en allemand intitulé « Die große Versuchung (1952) » (voir la liste des auteurs).